# Университет Кан-Нормандия
Университет Кан-Нормандия — французский университет, относится к академии Кан, расположен в городе Кан. Основан в 1432 году.

## История
Университет основан в 1432 году королём Англии Генрихом VI. Изначально в университете было только два факультета: факультет канонического права и факультет гражданского права. В 1437 году открыты 3 дополнительных факультета: искусств, богословия и медицины. В период Французской революции университет закрыт в 1793 году. В 1806 Наполеон I заново открыл университет. В 1944 году во время второй мировой войны университет разрушен при бомбардировке. Понадобилось 13 лет, чтобы отстроить заново здания университета.

## Структура
В состав университета входит 11 факультетов, 8 институтов, инженерная школы и 6 докторских школ.
Факультеты:
- Факультет истории
- Факультет географии
- Факультет психологии
- Факультет политологии и юриспруденции
- Факультет точных наук
- Факультет медицины
- Факультет иностранных языков
- Факультет экономики и менеджмента
- Факультет гуманитарных наук
- Факультет физической культуры и спорта
- Факультет фармацевтики

Институты:
- Институт администрирования предприятий
- Институт по подготовке государственных служащих
- Университетский институт технологии города Алансона
- Университетский институт технологии города Кан
- Университетский институт технологии Шербур-Манш
- Университетский институт по подготовке профессоров
- Институт фундемантальной и прикладной биологии
- Профессиональный институт банковского дела и страхования

Школы по подготовке докторов наук:
- Докторская школа права
- Докторская школа экономики и менеджмента
- Докторская школа биологии, здоровья и окружающей среды
- Докторская школа химии
- Докторская школа литературы, цивилизаций и социальных наук
- Докторская школа физики

## Известные выпускники
- Барбе д’Оревильи, Жюль Амеде
- Барлеус, Каспар
- Бернарден де Сен-Пьер, Жак-Анри
- Брюнель, Изамбард Кингдом
- Дюмон-Дюрвиль, Жюль
- Анатоль Каньенкико
- Лаплас, Пьер-Симон
- Леон Ласикотьер
- Леверье, Урбен Жан Жозеф
- Руэль, Гийом Франсуа
- Сент-Эвремон, Шарль де
- Эно, Луи